# Dan Rees
Pour les articles homonymes, voir Rees.
Daniel Rees, né le 27 février 1876 à Swansea et mort dans la même ville le 17 avril 1943, était un joueur de rugby gallois, évoluant au poste de centre pour le Pays de Galles.

## Carrière
Il a disputé son premier test match le 6 janvier 1900, contre l'équipe d'Angleterre, et son dernier test match fut contre l'équipe d'Écosse, le 4 février 1905. Il joue 5 matchs. Il appartient à l'équipe victorieuse de la triple couronne 1900 et à celle de la triple couronne 1905. Il joue en clubs avec le Swansea RFC

## Palmarès
- Victoires dans le Tournoi britannique de rugby à XV 1900, 1905
- triple couronne en 1900, 1905

## Statistiques en équipe nationale
- 5 sélections pour le Pays de Galles entre 1900 et 1905.
- Sélections par année : 1 en 1900, 2 en 1903, 2 en 1905
- Participation à 3 tournois britanniques en 1900, 1903, 1905